# 李奉模
李 奉模（イ・ボンモ、朝鮮語: 이봉모、1930年2月17日 - 2016年2月19日または2月20日）は、韓国の化学者、化学工学者、大学教授、実業家、政治家。第11・12代国会議員。仏教徒。号は大海。
本貫は平昌李氏。第20代大統領の尹錫悦の母方の大叔父（祖母の弟）に当たる。

## 経歴
江原道江陵市出身。6女1男中の1人男子である。江陵商業高校（現・江陵第一高等学校）、漢陽大学校工科大学化工科卒。漢陽大学校大学院修士、アメリカケース・ウェスタン・リザーブ大学博士課程修学、高麗大学校理工大学工学博士。高麗大学校医科大学教授（化学・生化学）、漢陽大学校工科大学教授・学生課長・教務課長・事務処長・工科大学学長・医療院長・名誉教授、大韓化学会・化工学会評議員、大韓海運公社社長・会長、漢陽開発社長、韓国大学サッカー連盟会長、韓国大学野球連盟会長を歴任した。
1981年の第11代総選挙と1985年の第12代総選挙では韓国国民党の公認で江陵市・襄陽郡・溟州郡選挙区から出馬し2回連続当選し、列国議会同盟韓国代表も務めた。
1995年の第1回全国同時地方選挙には民主党の候補として江原道知事選に出馬しようとしたが、民主自由党の李相龍と自由民主連合の崔珏圭との与党1人対野党2人の対決になる直前に突然出馬を諦めた。
2016年2月19日に老衰により死去。享年86。生前に銅塔産業勲章と修交勲章興仁章を受章した。